# Jonelle Allen

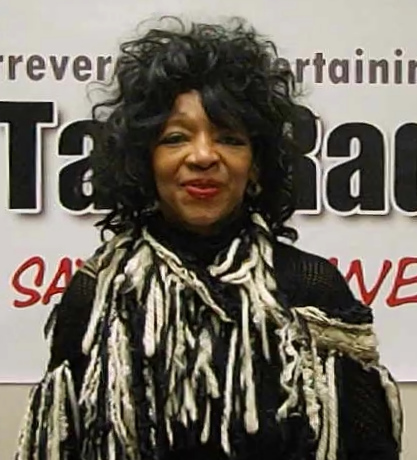
Jonelle Allen (Januar 2016)

Jonelle Allen (* 18. Juli 1944 in New York City) ist eine US-amerikanische Schauspielerin.

## Leben
Allen wuchs in New York auf und hatte schon als Kind kleinere Rollen in Fernsehfilmen und -serien. Im Jahr 1972 wurde sie für ihre Rolle im Musical Two Gentlemen of Verona für den Tony Award nominiert. Ihre bekannteste Rolle war die der Grace in Dr. Quinn – Ärztin aus Leidenschaft (1993–1998).
1978 nahm sie auch eine Single auf: Mit Baby, I Just Wanna Love You landete sie in den amerikanischen R&B-Charts allerdings nur auf Platz 89 und widmete sich im Anschluss wieder ihrer Schauspielkarriere. Der DJ Dimitri From Paris übernahm das Lied 2007 auf seine Compilation Cocktail Disco.

## Filmographie (Auswahl)
- 1970: Cotton Comes to Harlem
- 1970: The Cross and the Switchblade
- 1971: Dan Oakland (Dan August, Fernsehserie, Folge 1x24)
- 1972: Wenn es dunkel wird in Harlem (Come Back, Charleston Blue)
- 1974–1975: Make-up und Pistolen (Police Woman, Fernsehserie, 2 Folgen)
- 1975: Cage Without a Key (Fernsehfilm)
- 1975: Barney Miller (Fernsehserie, Folge 2x13)
- 1976: Der schwarze Fluss (The River Niger)
- 1978: Love Boat (Fernsehserie, Folge 1x25)
- 1978: All in the Family (Fernsehserie, Folge 9x07)
- 1980–1981: Palmerstown, U.S.A. (Fernsehserie, 17 Folgen)
- 1982: Trapper John, M.D. (Fernsehserie, Folge 3x17)
- 1983–1984: Cagney & Lacey (Fernsehserie, 2 Folgen)
- 1984: Polizeirevier Hill Street (Hill Street Blues, Fernsehserie, Folge 4x18)
- 1984: Hotel New Hampshire (The Hotel New Hampshire)
- 1985: Berrengers (Fernsehserie, 12 Folgen)
- 1987: Der Hitchhiker (The Hitchhiker, Fernsehserie, Folge 4x09)
- 1989–1991: Generations (Fernsehserie, 140 Folgen)
- 1992: Die phantastische Geisternacht (Grave Secrets: The Legacy of Hilltop Drive, Fernsehfilm)
- 1993–1998: Dr. Quinn – Ärztin aus Leidenschaft (Dr. Quinn, Medicine Woman, Fernsehserie, 107 Folgen)
- 1999: Dr. Quinn – Ärztin aus Leidenschaft: Der Film (Dr. Quinn, Medicine Woman: The Movie, Fernsehfilm)
- 1999: Blues for Red
- 2000, 2003: Emergency Room – Die Notaufnahme (ER, Fernsehserie, 2 Folgen)
- 2002: Strong Medicine: Zwei Ärztinnen wie Feuer und Eis (Strong Medicine, Fernsehserie, Folge 3x03)
- 2007: Girlfriends (Fernsehserie, Folge 7x18)
- 2008: Float
- 2016: American Crime Story (Fernsehserie, 2 Folgen)
- 2017: Shameless (Fernsehserie, Folge 8x02 Der Stoff, aus dem die Kohle ist)
- 2018: Boomers (Fernsehserie, 3 Folgen)
- 2021: 9-1-1 (Fernsehserie, Folge 4x10)